# Tout va bien (chanson d'Alonzo)
Pour les articles homonymes, voir Tout va bien (homonymie).
Singles de Alonzo
Plaqué 13
(2022)
Clip vidéo
[vidéo] « Tout va bien », sur YouTube
Tout va bien est un single du rappeur français Alonzo en featuring avec Ninho et Naps, sorti le 29 juin 2022, extrait de son septième album Quartiers Nord.

## Accueil commercial
En France, la chanson a culminé au numéro un sur le Top Singles.
Le 7 juin 2022, le morceau est certifié single d'or en France par le SNEP. Le 27 juin 2022, soit deux semaines plus tard, il décroche le single de platine. 

## Clips vidéo
Le clip est sorti le 29 juin 2022.

## Classements et certifications

### Classements hebdomadaires
| Classements (2022)                      | Meilleure position |
| --------------------------------------- | ------------------ |
| Belgique (Wallonie Ultratop 50 Singles) | 3                  |
| France (SNEP)                           | 1                  |
| Suisse (Schweizer Hitparade)            | 4                  |

### Certifications
| Région                                                                                                 | Certification | Ventes/Streams |
| --- | ------------- | -------------- |
| France (SNEP)                                                                                          | Diamant       | 50 000 000*    |
| *Ventes selon la certification ^Mise en rayon selon la certification xNon précisé par la certification |               |                |